# Mammillaria polythele

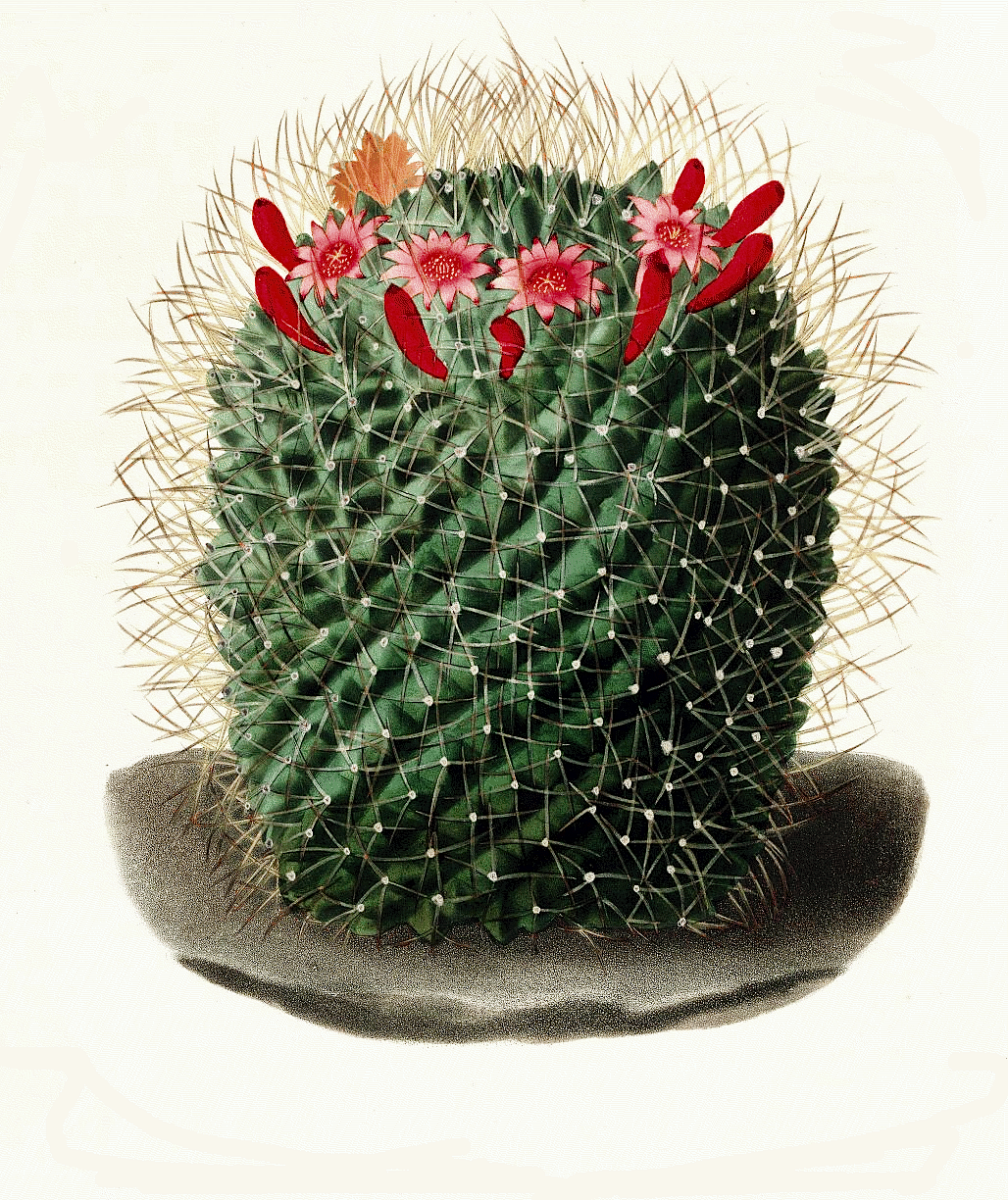
Mammillaria polythele subsp. obconella

Mammillaria polythele ist eine Pflanzenart aus der Gattung Mammillaria in der Familie der Kakteengewächse (Cactaceae). Das Artepitheton polythele bedeutet ‚vielwarzig‘.

## Beschreibung
Mammillaria polythele wächst einzeln mit einem zylindrischen, meist aufrecht stehenden manchmal auch niederliegenden Körper. Die blaugrünen Triebe werden bis zu 60 Zentimeter hoch mit einem Durchmesser von 5 bis 15 Zentimeter. Die Warzen sind auffällig, kugelig-konisch. Sie führen reichlich Milchsaft. Die Axillen sind wollig. Mitteldornen fehlen vollständig. Die Randdornen sind sehr variabel. Im Jugendstadium zuerst nur zwei vorhanden, die entweder aufwärts oder abwärts gerichtet sind. Später drei bis vier oder auch drei bis acht Randdornen mit unterschiedlicher Länge. Sie sind hell- bis dunkelbraun, manchmal auch rötlich braun und bis zu 2,5 Zentimeter lang.
Die Blüten sind rosa bis rosapurpurn und bis zu 1 Zentimeter lang. Die keuligen Früchte sind rot. Sie enthalten dunkelbraune Samen.

## Verbreitung, Systematik und Gefährdung
Mammillaria polythele ist in den mexikanischen Bundesstaaten Hidalgo, Guanajuato und Querétaro verbreitet.
Die Erstbeschreibung erfolgte 1832 durch Carl Friedrich Philipp von Martius. Nomenklatorische Synonyme sind Cactus polythele (Mart.) Kuntze (1891) und Neomammillaria polythele (Mart.) Britton & Rose  (1923).
Es werden folgende Unterarten unterschieden:
- Mammillaria polythele subsp. polythele:
Die Nominatform hat Triebe mit einem Durchmesser von 8 bis 10 Zentimeter. Randdornen zuerst nur zwei, später dann drei bis vier.
- Mammillaria polythele subsp. obconella (Scheidw.) D.R.Hunt:
Die Erstbeschreibung erfolgte 1837 als Mammillaria obconella durch Michel Joseph François Scheidweiler (1799–1861).[3] David Richard Hunt stellte die Art 1997 als Unterart zu Mammillaria polythele. Die Triebe der Unterart sind meist 15 Zentimeter im Durchmesser. Die 4 Randdornen sind ungleich und über Kreuz angeordnet.

In der Roten Liste gefährdeter Arten der IUCN wird die Art als „Least Concern (LC)“, d. h. als nicht gefährdet geführt.

## Nachweise